# 이스트레이 FC
이스트레이 풋볼 클럽(Eastleigh Football Club)은 잉글랜드 햄프셔주 이스트레이를 연고로 하는 축구 구단이다. 2013-2014 시즌 컨퍼런스 사우스에서 1위를 하여 승격되었으며, 현재 내셔널리그에서 활약하고 있다.

## 선수 명단

### 현역
참고: FIFA 자격 규정에 따라 소속된 국가대표팀 국기를 표시합니다. 선수는 복수의 FIFA 비회원국 국적을 가지고 있을 수 있습니다.
| 번호 | 포지션 | 국적       | 이름              |
| ---- | ------ | ---------- | ----------------- |
| 6    | DF     | 과들루프   | 루드윅 프랑실레트 |
| 7    | FW     | 스코틀랜드 | 크리스 맥과이어   |
| 8    | MF     | 웨일스     | 제이크 테일러     |
| 9    | FW     | 잉글랜드   | 폴 매컬럼         |

| 번호 | 포지션 | 국적     | 이름        |
| ---- | ------ | -------- | ----------- |
| 20   | FW     | 잉글랜드 | 스콧 퀴글리 |

### 역대
틀:이스트레이 FC 선수 명단